# Державна символіка
Державна символіка — офіційні емблеми держави, що зображуються на печатках, бланках державних органів, грошових знаках тощо; встановлюються конституцією держави.
Невід'ємним елементом суверенної держави є державні символи. Державні символи — це встановлені Конституцією або спеціальними законами особливі розпізнавальні знаки конкретної держави. Державна символіка уособлює державний суверенітет, верховенство та незалежність влади. Образи Державного Прапора, Державного Герба та Державного Гімну символізують державність і конституційні цінності, традиції та культуру народу.

## Державні символи України
Стаття 20 Конституції України присвячена державним символам нашої держави.
|  | Державний Прапор України — стяг із двох рівновеликих горизонтальних смуг синього і жовтого кольорів. Великий Державний Герб України встановлюється з урахуванням малого Державного Герба України та герба Війська Запорізького законом, що приймається не менш як двома третинами від конституційного складу Верховної Ради України. Головним елементом великого Державного Герба України є Знак Княжої Держави Володимира Великого (малий Державний Герб України). Державний Гімн України — національний гімн на музику М.Вербицького із словами, затвердженими законом, що приймається не менш як двома третинами від конституційного складу Верховної Ради України. Опис державних символів України та порядок їх використання встановлюється спеціальним законом, що приймається не менш як двома третинами від конституційного складу Верховної Ради України. Столицею є місто Київ. |